# Liste des coureurs du Tour de France 2015
Cet article dresse la liste des coureurs du Tour de France 2015. Les 198 coureurs sont répartis dans 22 équipes.

## Liste des participants
- Liste de départ complète

| Légende                             | Légende                                                                                         | Légende                                | Légende                                                                                                  |
| ----------------------------------- | ----------------------------------------------------------------------------------------------- | -------------------------------------- | --- |
| Num                                 | Dossard de départ porté par le coureur sur ce Tour de France                                    | Pos                                    | Position finale au classement général                                                                    |
| Leader du classement général        | Indique le vainqueur du classement général                                                      | Leader du classement par points        | Indique le vainqueur du classement par points                                                            |
| Leader du classement de la montagne | Indique le vainqueur du classement de la montagne                                               | Leader du classement du meilleur jeune | Indique le vainqueur du classement du meilleur jeune                                                     |
| Meilleure équipe                    | Indique la meilleure équipe                                                                     | Super combatif                         | Indique le super combatif                                                                                |
|                                     | Indique un maillot de champion national ou mondial, suivi de sa spécialité                      | NP                                     | Indique un coureur qui n'a pas pris le départ d'une étape, suivi du numéro de l'étape où il s'est retiré |
| AB                                  | Indique un coureur qui n'a pas terminé une étape, suivi du numéro de l'étape où il s'est retiré | HD                                     | Indique un coureur qui a terminé une étape hors des délais, suivi du numéro de l'étape                   |
| EX                                  | Coureur exclu pour non-respect du règlement, suivi du numéro de l'étape                         | *                                      | Indique un coureur en lice pour le classement du meilleur jeune (coureurs nés après le 1er janvier 1990) |

| Astana AST                                             | Astana AST                    | Astana AST |
| ------------------------------------------------------ | ----------------------------- | ---------- |
| Num                                                    | Coureur                       | Pos        |
| 1                                                      | Vincenzo Nibali (ITA) (Route) | 4e         |
| 2                                                      | Lars Boom (NED)               | NP-10      |
| 3                                                      | Jakob Fuglsang (DEN)          | 23e        |
| 4                                                      | Andriy Grivko (UKR)           | 64e        |
| 5                                                      | Dmitriy Gruzdev (KAZ)         | 131e       |
| 6                                                      | Tanel Kangert (EST)           | 22e        |
| 7                                                      | Michele Scarponi (ITA)        | 41e        |
| 8                                                      | Rein Taaramäe (EST)           | AB-11      |
| 9                                                      | Lieuwe Westra (NED)           | 77e        |
| Directeurs sportifs : Alexandr Shefer, Dmitriy Fofonov |                               |            |

| AG2R La Mondiale ALM                                | AG2R La Mondiale ALM         | AG2R La Mondiale ALM |
| --------------------------------------------------- | ---------------------------- | -------------------- |
| Num                                                 | Coureur                      | Pos                  |
| 11                                                  | Jean-Christophe Péraud (FRA) | 61e                  |
| 12                                                  | Romain Bardet (FRA)*         | 9e                   |
| 13                                                  | Jan Bakelants (BEL)          | 20e                  |
| 14                                                  | Mikaël Cherel (FRA)          | 18e                  |
| 15                                                  | Ben Gastauer (LUX)           | AB-11                |
| 16                                                  | Damien Gaudin (FRA)          | 146e                 |
| 17                                                  | Christophe Riblon (FRA)      | 68e                  |
| 18                                                  | Johan Vansummeren (BEL)      | AB-11                |
| 19                                                  | Alexis Vuillermoz (FRA)      | 26e                  |
| Directeurs sportifs : Vincent Lavenu, Julien Jurdie |                              |                      |

| FDJ                                                | FDJ                      | FDJ   |
| -------------------------------------------------- | ------------------------ | ----- |
| Num                                                | Coureur                  | Pos   |
| 21                                                 | Thibaut Pinot (FRA)*     | 16e   |
| 22                                                 | William Bonnet (FRA)     | AB-3  |
| 23                                                 | Sébastien Chavanel (FRA) | 160e  |
| 24                                                 | Arnaud Démare (FRA)*     | 138e  |
| 25                                                 | Alexandre Geniez (FRA)   | 112e  |
| 26                                                 | Matthieu Ladagnous (FRA) | 71e   |
| 27                                                 | Steve Morabito (SUI)     | AB-14 |
| 28                                                 | Jérémy Roy (FRA)         | 105e  |
| 29                                                 | Benoît Vaugrenard (FRA)  | 113e  |
| Directeurs sportifs : Thierry Bricaud, Yvon Madiot |                          |       |

| Sky SKY                                              | Sky SKY                      | Sky SKY |
| ---------------------------------------------------- | ---------------------------- | ------- |
| Num                                                  | Coureur                      | Pos     |
| 31                                                   | Christopher Froome (GBR)     | 1er     |
| 32                                                   | Peter Kennaugh (GBR) (Route) | AB-16   |
| 33                                                   | Leopold König (CZE)          | 70e     |
| 34                                                   | Wout Poels (NED)             | 44e     |
| 35                                                   | Richie Porte (AUS) (Clm)     | 48e     |
| 36                                                   | Nicolas Roche (IRL)          | 35e     |
| 37                                                   | Luke Rowe (GBR)*             | 136e    |
| 38                                                   | Ian Stannard (GBR)           | 128e    |
| 39                                                   | Geraint Thomas (GBR)         | 15e     |
| Directeurs sportifs : Nicolas Portal, Servais Knaven |                              |         |

| Tinkoff-Saxo TCS                                  | Tinkoff-Saxo TCS               | Tinkoff-Saxo TCS |
| ------------------------------------------------- | ------------------------------ | ---------------- |
| Num                                               | Coureur                        | Pos              |
| 41                                                | Alberto Contador (ESP)         | 5e               |
| 42                                                | Ivan Basso (ITA)               | NP-10            |
| 43                                                | Daniele Bennati (ITA)          | AB-11            |
| 44                                                | Roman Kreuziger (CZE)          | 17e              |
| 45                                                | Rafał Majka (POL)              | 28e              |
| 46                                                | Michael Rogers (AUS)           | 36e              |
| 47                                                | Peter Sagan (SVK)* (Route/Clm) | 46e              |
| 48                                                | Matteo Tosatto (ITA)           | 132e             |
| 49                                                | Michael Valgren (DEN)*         | AB-19            |
| Directeurs sportifs : Steven de Jongh, Sean Yates |                                |                  |

| Movistar MOV                                                        | Movistar MOV                     | Movistar MOV |
| ------------------------------------------------------------------- | -------------------------------- | ------------ |
| Num                                                                 | Coureur                          | Pos          |
| 51                                                                  | Nairo Quintana (COL)*            | 2e           |
| 52                                                                  | Winner Anacona (COL)             | 57e          |
| 53                                                                  | Jonathan Castroviejo (ESP) (Clm) | 24e          |
| 54                                                                  | Alex Dowsett (GBR) (Clm)         | AB-12        |
| 55                                                                  | Imanol Erviti (ESP)              | 115e         |
| 56                                                                  | José Herrada (ESP)               | 65e          |
| 57                                                                  | Gorka Izagirre (ESP)             | 32e          |
| 58                                                                  | Adriano Malori (ITA) (Clm)       | 107e         |
| 59                                                                  | Alejandro Valverde (ESP) (Route) | 3e           |
| Directeurs sportifs : José Luis Arrieta, José Vicente García Acosta |                                  |              |

| BMC Racing BMC                                           | BMC Racing BMC            | BMC Racing BMC |
| -------------------------------------------------------- | ------------------------- | -------------- |
| Num                                                      | Coureur                   | Pos            |
| 61                                                       | Tejay van Garderen (USA)  | AB-17          |
| 62                                                       | Damiano Caruso (ITA)      | 53e            |
| 63                                                       | Rohan Dennis (AUS)*       | 101e           |
| 64                                                       | Daniel Oss (ITA)          | 97e            |
| 65                                                       | Manuel Quinziato (ITA)    | 120e           |
| 66                                                       | Samuel Sánchez (ESP)      | 12e            |
| 67                                                       | Michael Schär (SUI)       | 56e            |
| 68                                                       | Greg Van Avermaet (BEL)   | NP-16          |
| 69                                                       | Danilo Wyss (SUI) (Route) | 63e            |
| Directeurs sportifs : Yvon Ledanois, Maximilian Sciandri |                           |                |

| Lotto-Soudal LTS                                 | Lotto-Soudal LTS        | Lotto-Soudal LTS |
| ------------------------------------------------ | ----------------------- | ---------------- |
| Num                                              | Coureur                 | Pos              |
| 71                                               | Tony Gallopin (FRA)     | 31e              |
| 72                                               | Lars Bak (DEN)          | 37e              |
| 73                                               | Thomas De Gendt (BEL)   | 67e              |
| 74                                               | Jens Debusschere (BEL)  | 145e             |
| 75                                               | André Greipel (GER)     | 134e             |
| 76                                               | Adam Hansen (AUS)       | 114e             |
| 77                                               | Gregory Henderson (NZL) | NP-7             |
| 78                                               | Marcel Sieberg (GER)    | 150e             |
| 79                                               | Tim Wellens (BEL)*      | 129e             |
| Directeurs sportifs : Herman Frison, Bart Leysen |                         |                  |

| Giant-Alpecin TGA                                     | Giant-Alpecin TGA           | Giant-Alpecin TGA |
| ----------------------------------------------------- | --------------------------- | ----------------- |
| Num                                                   | Coureur                     | Pos               |
| 81                                                    | John Degenkolb (GER)        | 109e              |
| 82                                                    | Warren Barguil (FRA)*       | 14e               |
| 83                                                    | Roy Curvers (NED)           | 106e              |
| 84                                                    | Koen de Kort (NED)          | 73e               |
| 85                                                    | Tom Dumoulin (NED)*         | AB-3              |
| 86                                                    | Simon Geschke (GER)         | 38e               |
| 87                                                    | Georg Preidler (AUT)* (Clm) | 87e               |
| 88                                                    | Ramon Sinkeldam (NED)       | AB-14             |
| 89                                                    | Albert Timmer (NED)         | 139e              |
| Directeurs sportifs : Marc Reef, Christian Guiberteau |                             |                   |

| Katusha KAT                                         | Katusha KAT                 | Katusha KAT |
| --------------------------------------------------- | --------------------------- | ----------- |
| Num                                                 | Coureur                     | Pos         |
| 91                                                  | Joaquim Rodríguez (ESP)     | 29e         |
| 92                                                  | Giampaolo Caruso (ITA)      | 90e         |
| 93                                                  | Jacopo Guarnieri (ITA)      | 149e        |
| 94                                                  | Marco Haller (AUT)* (Route) | 126e        |
| 95                                                  | Dmitry Kozontchuk (RUS)     | AB-3        |
| 96                                                  | Alexander Kristoff (NOR)    | 130e        |
| 97                                                  | Alberto Losada (ESP)        | 58e         |
| 98                                                  | Tiago Machado (POR)         | 72e         |
| 99                                                  | Luca Paolini (ITA)          | NP-8        |
| Directeurs sportifs : José Azevedo, Torsten Schmidt |                             |             |

| Orica-GreenEDGE OGE                                  | Orica-GreenEDGE OGE     | Orica-GreenEDGE OGE |
| ---------------------------------------------------- | ----------------------- | ------------------- |
| Num                                                  | Coureur                 | Pos                 |
| 101                                                  | Simon Gerrans (AUS)     | AB-3                |
| 102                                                  | Michael Albasini (SUI)  | NP-6                |
| 103                                                  | Luke Durbridge (AUS)*   | 151e                |
| 104                                                  | Daryl Impey (RSA) (Clm) | NP-4                |
| 105                                                  | Michael Matthews (AUS)* | 152e                |
| 106                                                  | Svein Tuft (CAN)        | 159e                |
| 107                                                  | Pieter Weening (NED)    | 144e                |
| 108                                                  | Adam Yates (GBR)*       | 50e                 |
| 109                                                  | Simon Yates (GBR)*      | 89e                 |
| Directeurs sportifs : Matthew White, Laurenzo Lapage |                         |                     |

| Etixx-Quick Step EQS                                   | Etixx-Quick Step EQS              | Etixx-Quick Step EQS |
| ------------------------------------------------------ | --------------------------------- | -------------------- |
| Num                                                    | Coureur                           | Pos                  |
| 111                                                    | Michał Kwiatkowski (POL)* (Route) | AB-17                |
| 112                                                    | Mark Cavendish (GBR)              | 142e                 |
| 113                                                    | Michał Gołaś (POL)                | 95e                  |
| 114                                                    | Tony Martin (GER) (Clm)           | NP-7                 |
| 115                                                    | Mark Renshaw (AUS)                | AB-18                |
| 116                                                    | Zdeněk Štybar (CZE)               | 103e                 |
| 117                                                    | Matteo Trentin (ITA)              | 117e                 |
| 118                                                    | Rigoberto Urán (COL) (Clm)        | 42e                  |
| 119                                                    | Julien Vermote (BEL)              | 116e                 |
| Directeurs sportifs : Wilfried Peeters, Davide Bramati |                                   |                      |

| Europcar EUC                                           | Europcar EUC           | Europcar EUC |
| ------------------------------------------------------ | ---------------------- | ------------ |
| Num                                                    | Coureur                | Pos          |
| 121                                                    | Pierre Rolland (FRA)   | 10e          |
| 122                                                    | Bryan Coquard (FRA)*   | 110e         |
| 123                                                    | Cyril Gautier (FRA)    | 34e          |
| 124                                                    | Yohann Gène (FRA)      | 137e         |
| 125                                                    | Bryan Nauleau (FRA)    | 157e         |
| 126                                                    | Perrig Quéméneur (FRA) | 74e          |
| 127                                                    | Romain Sicard (FRA)    | 33e          |
| 128                                                    | Angélo Tulik (FRA)*    | 91e          |
| 129                                                    | Thomas Voeckler (FRA)  | 45e          |
| Directeurs sportifs : Andy Flickinger, Lylian Lebreton |                        |              |

| Lotto NL-Jumbo TLJ                                  | Lotto NL-Jumbo TLJ           | Lotto NL-Jumbo TLJ |
| --------------------------------------------------- | ---------------------------- | ------------------ |
| Num                                                 | Coureur                      | Pos                |
| 131                                                 | Robert Gesink (NED)          | 6e                 |
| 132                                                 | Wilco Kelderman (NED)* (Clm) | 79e                |
| 133                                                 | Steven Kruijswijk (NED)      | 21e                |
| 134                                                 | Tom Leezer (NED)             | 153e               |
| 135                                                 | Paul Martens (GER)           | 80e                |
| 136                                                 | Bram Tankink (NED)           | 55e                |
| 137                                                 | Laurens ten Dam (NED)        | 92e                |
| 138                                                 | Jos van Emden (NED)          | 121e               |
| 139                                                 | Sep Vanmarcke (BEL)          | 104e               |
| Directeurs sportifs : Nico Verhoeven, Frans Maassen |                              |                    |

| Trek Factory Racing TFR                            | Trek Factory Racing TFR        | Trek Factory Racing TFR |
| -------------------------------------------------- | ------------------------------ | ----------------------- |
| Num                                                | Coureur                        | Pos                     |
| 141                                                | Bauke Mollema (NED)            | 7e                      |
| 142                                                | Julián Arredondo (COL)         | 124e                    |
| 143                                                | Fabian Cancellara (SUI)        | NP-4                    |
| 144                                                | Stijn Devolder (BEL)           | 148e                    |
| 145                                                | Laurent Didier (LUX)           | NP-17                   |
| 146                                                | Markel Irizar (ESP)            | 93e                     |
| 147                                                | Bob Jungels (LUX)* (Route/Clm) | 27e                     |
| 148                                                | Grégory Rast (SUI)             | 102e                    |
| 149                                                | Haimar Zubeldia (ESP)          | 62e                     |
| Directeurs sportifs : Kim Andersen, Alain Gallopin |                                |                         |

| Lampre-Merida LAM                                         | Lampre-Merida LAM           | Lampre-Merida LAM |
| --------------------------------------------------------- | --------------------------- | ----------------- |
| Num                                                       | Coureur                     | Pos               |
| 151                                                       | Rui Costa (POR) (Route)     | AB-11             |
| 152                                                       | Matteo Bono (ITA)           | 118e              |
| 153                                                       | Davide Cimolai (ITA)        | 155e              |
| 154                                                       | Kristijan Đurasek (CRO)     | 76e               |
| 155                                                       | Nélson Oliveira (POR) (Clm) | 47e               |
| 156                                                       | Rubén Plaza (ESP)           | 30e               |
| 157                                                       | Filippo Pozzato (ITA)       | 125e              |
| 158                                                       | José Serpa (COL)            | 122e              |
| 159                                                       | Rafael Valls (ESP)          | 78e               |
| Directeurs sportifs : Philippe Mauduit, Simone Pedrazzini |                             |                   |

| Cannondale-Garmin TCG                                 | Cannondale-Garmin TCG            | Cannondale-Garmin TCG |
| ----------------------------------------------------- | -------------------------------- | --------------------- |
| Num                                                   | Coureur                          | Pos                   |
| 161                                                   | Andrew Talansky (USA) (Clm)      | 11e                   |
| 162                                                   | Jack Bauer (NZL)                 | AB-5                  |
| 163                                                   | Nathan Haas (AUS)                | AB-17                 |
| 164                                                   | Ryder Hesjedal (CAN)             | 40e                   |
| 165                                                   | Kristjan Koren (SLO)             | 69e                   |
| 166                                                   | Sebastian Langeveld (NED)        | AB-15                 |
| 167                                                   | Daniel Martin (IRL)              | 39e                   |
| 168                                                   | Ramūnas Navardauskas (LTU) (Clm) | 143e                  |
| 169                                                   | Dylan van Baarle (NED)*          | 147e                  |
| Directeurs sportifs : Charles Wegelius, Robert Hunter |                                  |                       |

| Cofidis COF                                      | Cofidis COF               | Cofidis COF |
| ------------------------------------------------ | ------------------------- | ----------- |
| Num                                              | Coureur                   | Pos         |
| 171                                              | Nacer Bouhanni (FRA)*     | AB-5        |
| 172                                              | Nicolas Edet (FRA)        | 111e        |
| 173                                              | Christophe Laporte (FRA)* | 173e        |
| 174                                              | Luis Ángel Maté (ESP)     | 43e         |
| 175                                              | Daniel Navarro (ESP)      | 66e         |
| 176                                              | Florian Sénéchal (FRA)*   | 135e        |
| 177                                              | Julien Simon (FRA)        | 94e         |
| 178                                              | Geoffrey Soupe (FRA)      | 123e        |
| 179                                              | Kenneth Vanbilsen (BEL)*  | 158e        |
| Directeurs sportifs : Didier Rous, Stéphane Augé |                           |             |

| IAM                                               | IAM                       | IAM   |
| ------------------------------------------------- | ------------------------- | ----- |
| Num                                               | Coureur                   | Pos   |
| 181                                               | Mathias Frank (SUI)       | 8e    |
| 182                                               | Matthias Brändle (AUT)    | 156e  |
| 183                                               | Sylvain Chavanel (FRA)    | 54e   |
| 184                                               | Stef Clement (NED)        | 59e   |
| 185                                               | Jérôme Coppel (FRA) (Clm) | AB-17 |
| 186                                               | Martin Elmiger (SUI)      | 100e  |
| 187                                               | Reto Hollenstein (SUI)    | 75e   |
| 188                                               | Jarlinson Pantano (COL)   | 19e   |
| 189                                               | Marcel Wyss (SUI)         | 60e   |
| Directeurs sportifs : Eddy Seigneur, Mario Chiesa |                           |       |

| Bora-Argon 18 BOA                                       | Bora-Argon 18 BOA               | Bora-Argon 18 BOA |
| ------------------------------------------------------- | ------------------------------- | ----------------- |
| Num                                                     | Coureur                         | Pos               |
| 191                                                     | Dominik Nerz (GER)              | AB-11             |
| 192                                                     | Jan Bárta (CZE) (Clm)           | 25e               |
| 193                                                     | Sam Bennett (IRL)*              | AB-17             |
| 194                                                     | Emanuel Buchmann (GER)* (Route) | 83e               |
| 195                                                     | Zakkari Dempster (AUS)          | AB-12             |
| 196                                                     | Bartosz Huzarski (POL)          | 108e              |
| 197                                                     | José Mendes (POR)               | 140e              |
| 198                                                     | Andreas Schillinger (GER)       | NP-4              |
| 199                                                     | Paul Voss (GER)                 | 99e               |
| Directeurs sportifs : Enrico Poitschke, Christian Pömer |                                 |                   |

| Bretagne-Séché Environnement BSE                    | Bretagne-Séché Environnement BSE | Bretagne-Séché Environnement BSE |
| --------------------------------------------------- | -------------------------------- | -------------------------------- |
| Num                                                 | Coureur                          | Pos                              |
| 201                                                 | Eduardo Sepúlveda (ARG)*         | DSQ-14                           |
| 202                                                 | Frédéric Brun (FRA)              | 141e                             |
| 203                                                 | Anthony Delaplace (FRA)          | 85e                              |
| 204                                                 | Pierrick Fédrigo (FRA)           | 52e                              |
| 205                                                 | Brice Feillu (FRA)               | 98e                              |
| 206                                                 | Armindo Fonseca (FRA)            | 119e                             |
| 207                                                 | Arnaud Gérard (FRA)              | 133e                             |
| 208                                                 | Pierre-Luc Périchon (FRA)        | 81e                              |
| 209                                                 | Florian Vachon (FRA)             | 88e                              |
| Directeurs sportifs : Emmanuel Hubert, Roger Tréhin |                                  |                                  |

| MTN-Qhubeka MTN                                  | MTN-Qhubeka MTN                          | MTN-Qhubeka MTN |
| ------------------------------------------------ | ---------------------------------------- | --------------- |
| Num                                              | Coureur                                  | Pos             |
| 211                                              | Edvald Boasson Hagen (NOR) (Route/Clm)   | 82e             |
| 212                                              | Steve Cummings (GBR)                     | 86e             |
| 213                                              | Tyler Farrar (USA)                       | 154e            |
| 214                                              | Jacques Janse van Rensburg (RSA) (Route) | 51e             |
| 215                                              | Reinardt Janse van Rensburg (RSA)        | 96e             |
| 216                                              | Merhawi Kudus (ERI)*                     | 84e             |
| 217                                              | Louis Meintjes (RSA)*                    | NP-18           |
| 218                                              | Serge Pauwels (BEL)                      | 13e             |
| 219                                              | Daniel Teklehaimanot (ERI) (Clm)         | 49e             |
| Directeurs sportifs : Jens Zemke, Alex Sans Vega |                                          |                 |